# Hårgrimmia
Hårgrimmia (Grimmia pulvinata) är en bladmossart som beskrevs av Smith 1807. Hårgrimmia ingår i släktet grimmior, och familjen Grimmiaceae. Inga underarter finns listade i Catalogue of Life.

## Bildgalleri

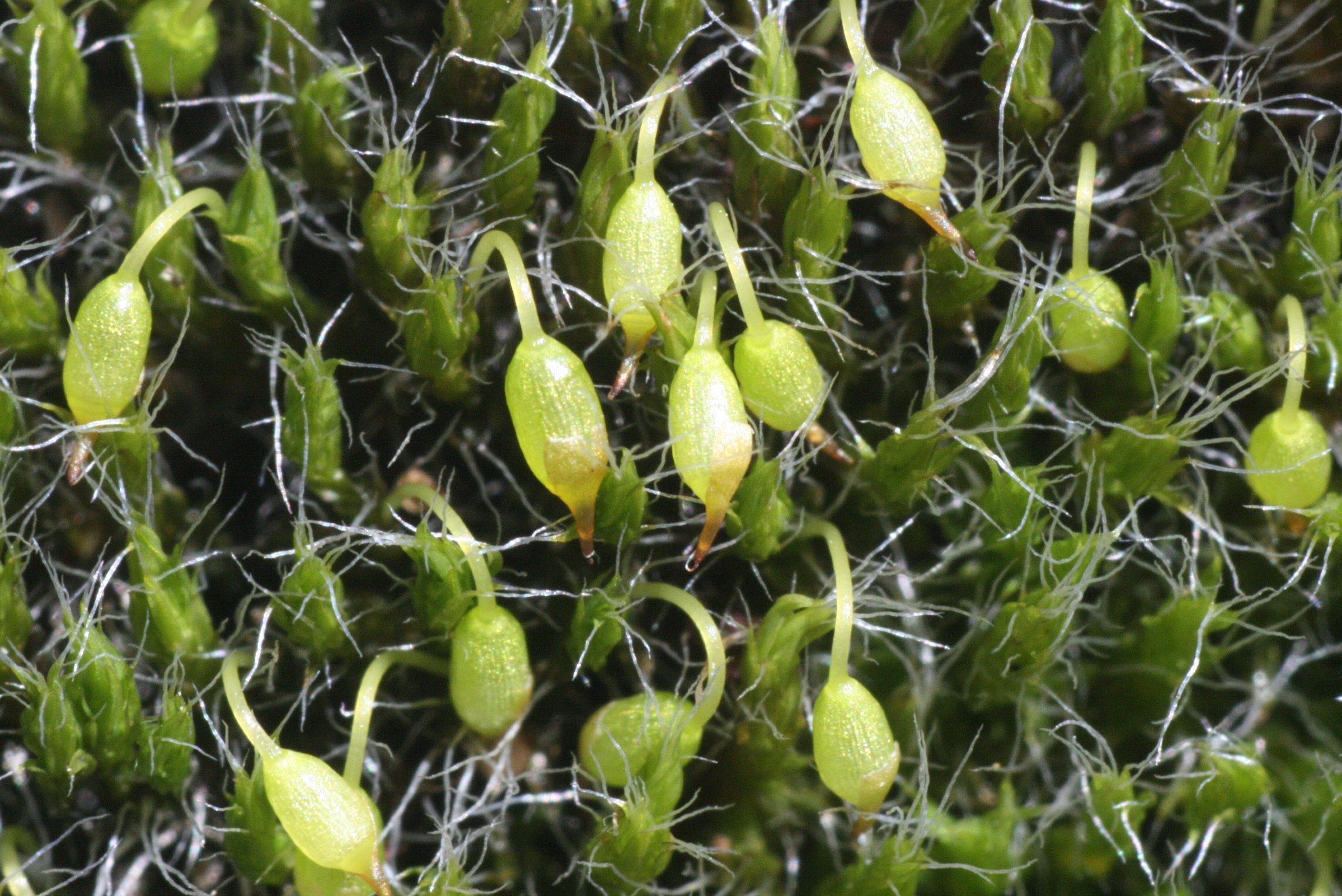
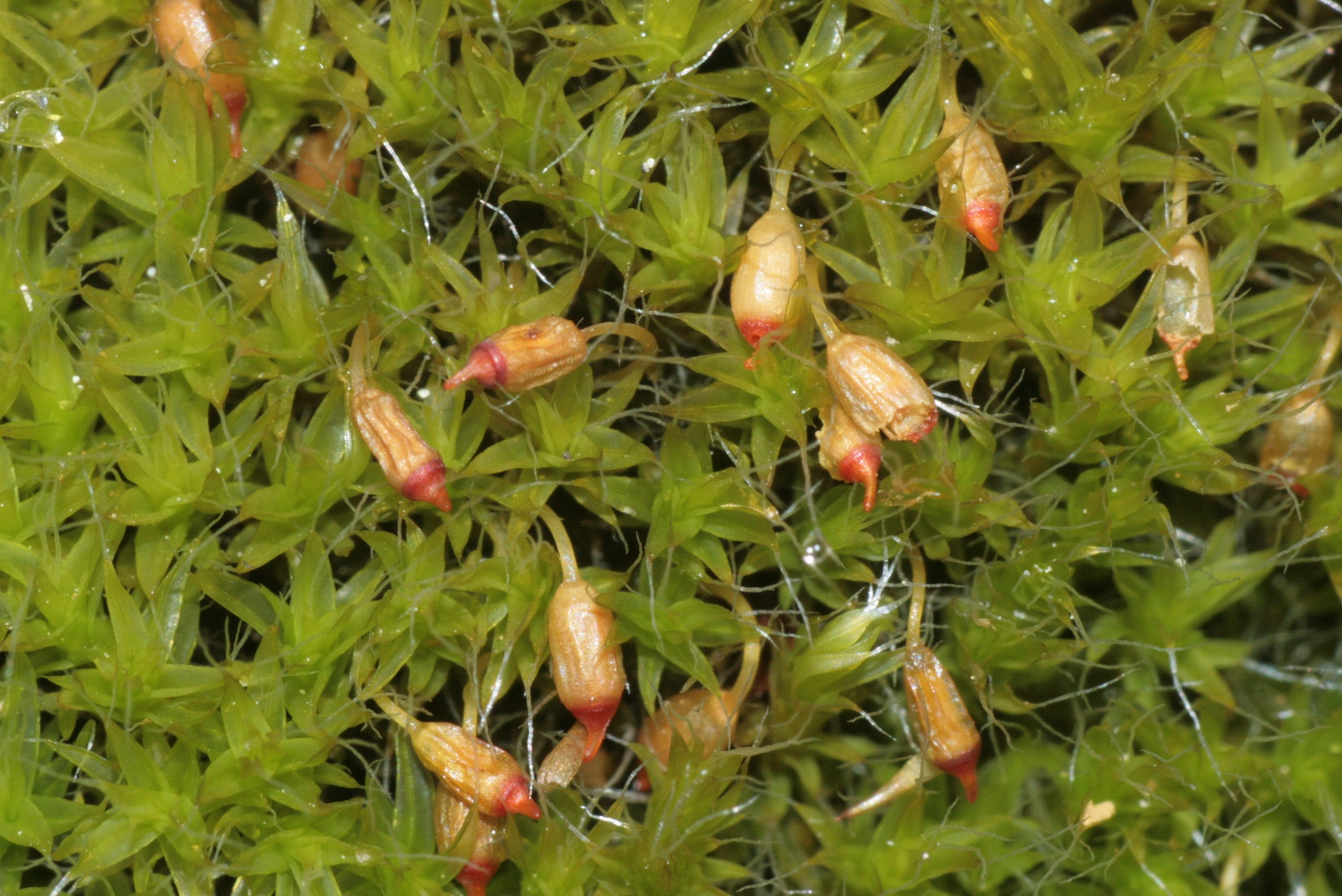
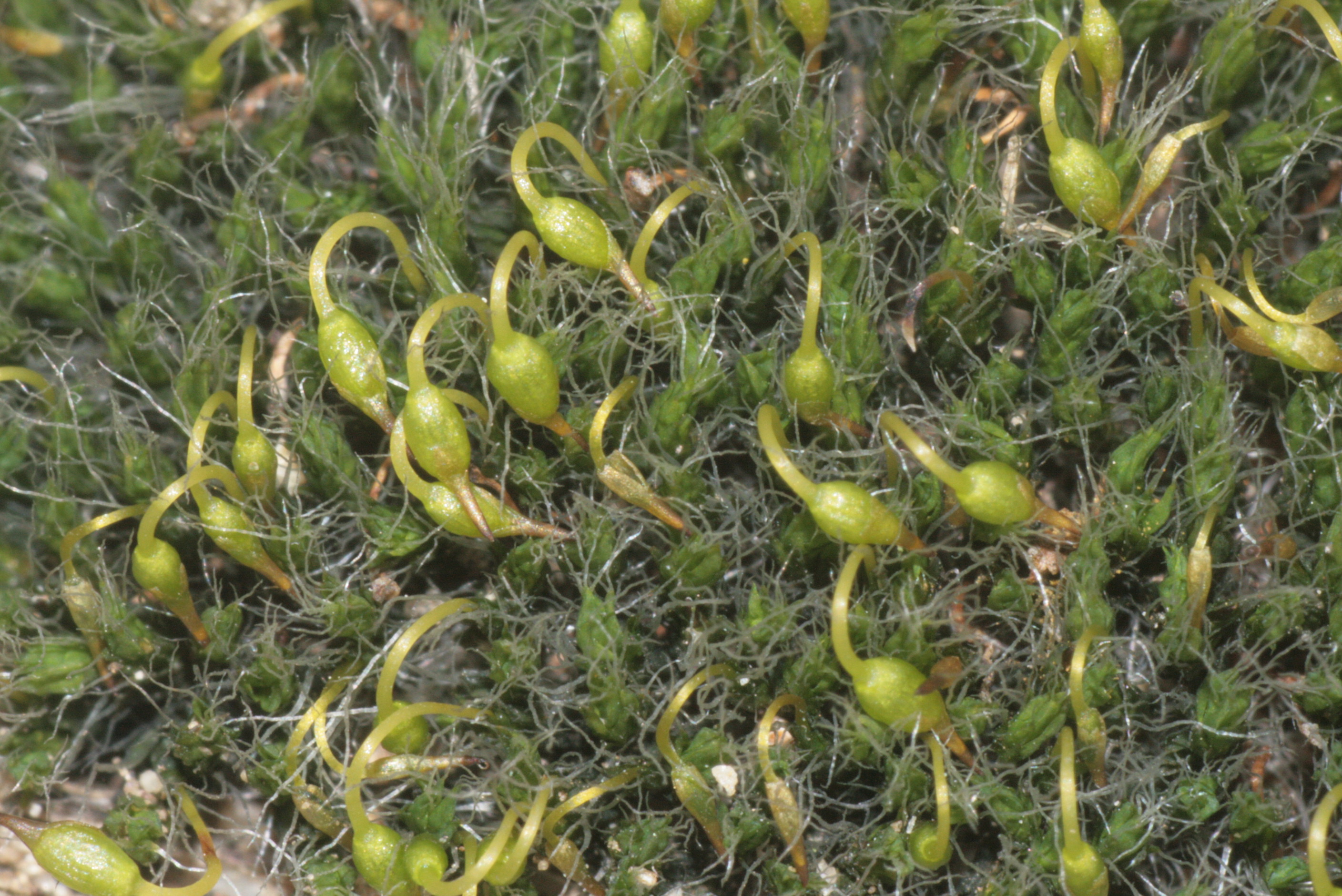
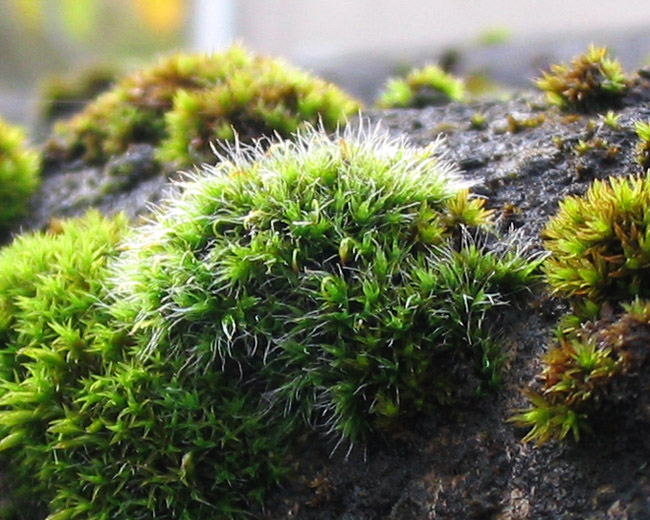
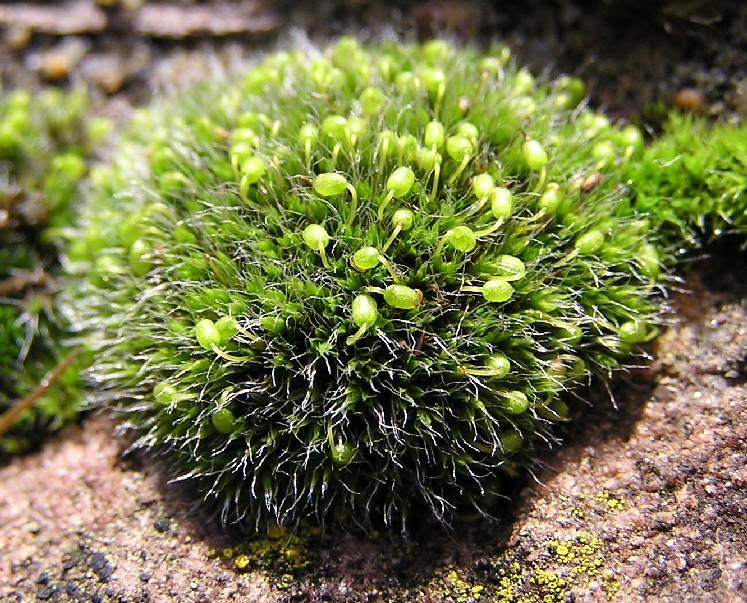
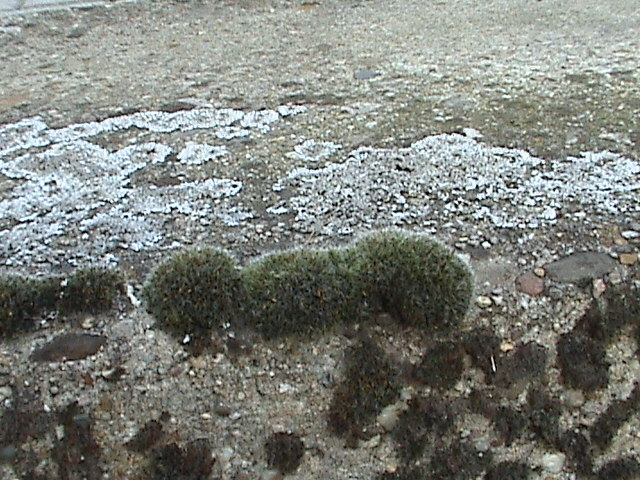